# Temporada 2024 del Campeonato Mundial de Resistencia de la FIA
La temporada 2024 del Campeonato Mundial de Resistencia de la FIA (FIA WEC) fue la duodécima edición de dicho campeonato. Fue coorganizada por la Federación Internacional del Automóvil (FIA) y Automobile Club de l'Ouest (ACO).
Esta fue la primera temporada en la historia del WEC sin la clase LMP2, después de que se eliminara debido a la creciente demanda en las clases Hypercar y LMGT3, y una cantidad máxima de 38 automóviles en la grilla de temporada completa.
Los fabricantes que ingresaron en la categoría LMGT3 solo pudieron ingresar un máximo de dos automóviles, para permitir una mayor diversidad en la categoría LMGT3. También se dio prioridad a los fabricantes que también hayan inscrito un automóvil en la categoría Hypercar.

## Calendario
| Ronda | Carrera                      | Circuito                                 | Fecha            |
| ----- | ---------------------------- | ---------------------------------------- | ---------------- |
| 0     | Prólogo                      | Circuito Internacional de Losail, Lusail | 24-25 de febrero |
| 1     | 1812 km de Catar             | Circuito Internacional de Losail, Lusail | 2 de marzo       |
| 2     | 6 Horas de Imola             | Autodromo Enzo e Dino Ferrari, Imola     | 21 de abril      |
| 3     | 6 Horas de Spa-Francorchamps | Circuito de Spa-Francorchamps, Spa       | 11 de mayo       |
| 4     | 24 Horas de Le Mans          | Circuito de la Sarthe, Le Mans           | 15-16 de junio   |
| 5     | 6 Horas de São Paulo         | Autódromo José Carlos Pace, São Paulo    | 14 de julio      |
| 6     | Lone Star Le Mans            | Circuito de las Américas, Austin         | 1 de septiembre  |
| 7     | 6 Horas de Fuji              | Fuji Speedway, Shizuoka                  | 15 de septiembre |
| 8     | 8 Horas de Baréin            | Circuito Internacional de Baréin, Sakhir | 2 de noviembre   |

## Escuderías y pilotos

### Hypercar
| Escudería                 | Automóvil                 | Motor                           | Híbrido | Neu. | N.º | Pilotos               | Rondas      |
| ------------------------- | ------------------------- | ------------------------------- | ------- | ---- | --- | --------------------- | ----------- |
| Cadillac Racing           | Cadillac V-Series.R       | Cadillac LMC55R 5.5 L V8        | HY      | M    | 2   | Earl Bamber           | Todas       |
| Cadillac Racing           | Cadillac V-Series.R       | Cadillac LMC55R 5.5 L V8        | HY      | M    | 2   | Alex Lynn             | Todas       |
| Cadillac Racing           | Cadillac V-Series.R       | Cadillac LMC55R 5.5 L V8        | HY      | M    | 2   | Sébastien Bourdais    | 1, 8        |
| Cadillac Racing           | Cadillac V-Series.R       | Cadillac LMC55R 5.5 L V8        | HY      | M    | 2   | Álex Palou            | 4           |
| Porsche Penske Motorsport | Porsche 963               | Porsche 9RD 4.6 L Turbo V8      | HY      | M    | 5   | Matt Campbell         | Todas       |
| Porsche Penske Motorsport | Porsche 963               | Porsche 9RD 4.6 L Turbo V8      | HY      | M    | 5   | Michael Christensen   | Todas       |
| Porsche Penske Motorsport | Porsche 963               | Porsche 9RD 4.6 L Turbo V8      | HY      | M    | 5   | Frédéric Makowiecki   | Todas       |
| Porsche Penske Motorsport | Porsche 963               | Porsche 9RD 4.6 L Turbo V8      | HY      | M    | 6   | Kévin Estre           | Todas       |
| Porsche Penske Motorsport | Porsche 963               | Porsche 9RD 4.6 L Turbo V8      | HY      | M    | 6   | André Lotterer        | Todas       |
| Porsche Penske Motorsport | Porsche 963               | Porsche 9RD 4.6 L Turbo V8      | HY      | M    | 6   | Laurens Vanthoor      | Todas       |
| Toyota Gazoo Racing       | Toyota GR010 Hybrid       | Toyota 3.5 L Turbo V6           | HY      | M    | 7   | Kamui Kobayashi       | Todas       |
| Toyota Gazoo Racing       | Toyota GR010 Hybrid       | Toyota 3.5 L Turbo V6           | HY      | M    | 7   | Nyck de Vries         | Todas       |
| Toyota Gazoo Racing       | Toyota GR010 Hybrid       | Toyota 3.5 L Turbo V6           | HY      | M    | 7   | Mike Conway           | 1-3, 5-8    |
| Toyota Gazoo Racing       | Toyota GR010 Hybrid       | Toyota 3.5 L Turbo V6           | HY      | M    | 7   | José María López      | 4           |
| Toyota Gazoo Racing       | Toyota GR010 Hybrid       | Toyota 3.5 L Turbo V6           | HY      | M    | 8   | Sébastien Buemi       | Todas       |
| Toyota Gazoo Racing       | Toyota GR010 Hybrid       | Toyota 3.5 L Turbo V6           | HY      | M    | 8   | Brendon Hartley       | Todas       |
| Toyota Gazoo Racing       | Toyota GR010 Hybrid       | Toyota 3.5 L Turbo V6           | HY      | M    | 8   | Ryō Hirakawa          | Todas       |
| Isotta Fraschini          | Isotta Fraschini Tipo 6-C | Isotta Fraschini 3.0 L Turbo V6 | HY      | M    | 11  | Carl Bennett          | 1-5         |
| Isotta Fraschini          | Isotta Fraschini Tipo 6-C | Isotta Fraschini 3.0 L Turbo V6 | HY      | M    | 11  | Antonio Serravalle    | 1-5         |
| Isotta Fraschini          | Isotta Fraschini Tipo 6-C | Isotta Fraschini 3.0 L Turbo V6 | HY      | M    | 11  | Jean-Karl Vernay      | 1-5         |
| Hertz Team Jota           | Porsche 963               | Porsche 9RD 4.6 L Turbo V8      | HY      | M    | 12  | Callum Ilott          | Todas       |
| Hertz Team Jota           | Porsche 963               | Porsche 9RD 4.6 L Turbo V8      | HY      | M    | 12  | Will Stevens          | Todas       |
| Hertz Team Jota           | Porsche 963               | Porsche 9RD 4.6 L Turbo V8      | HY      | M    | 12  | Norman Nato           | 1-2, 4-8    |
| Hertz Team Jota           | Porsche 963               | Porsche 9RD 4.6 L Turbo V8      | HY      | M    | 38  | Jenson Button         | Todas       |
| Hertz Team Jota           | Porsche 963               | Porsche 9RD 4.6 L Turbo V8      | HY      | M    | 38  | Philip Hanson         | Todas       |
| Hertz Team Jota           | Porsche 963               | Porsche 9RD 4.6 L Turbo V8      | HY      | M    | 38  | Oliver Rasmussen      | Todas       |
| BMW M Team WRT            | BMW M Hybrid V8           | BMW P66/3 4.0 L Turbo V8        | HY      | M    | 15  | Raffaele Marciello    | Todas       |
| BMW M Team WRT            | BMW M Hybrid V8           | BMW P66/3 4.0 L Turbo V8        | HY      | M    | 15  | Dries Vanthoor        | Todas       |
| BMW M Team WRT            | BMW M Hybrid V8           | BMW P66/3 4.0 L Turbo V8        | HY      | M    | 15  | Marco Wittmann        | Todas       |
| BMW M Team WRT            | BMW M Hybrid V8           | BMW P66/3 4.0 L Turbo V8        | HY      | M    | 20  | Robin Frijns          | Todas       |
| BMW M Team WRT            | BMW M Hybrid V8           | BMW P66/3 4.0 L Turbo V8        | HY      | M    | 20  | René Rast             | Todas       |
| BMW M Team WRT            | BMW M Hybrid V8           | BMW P66/3 4.0 L Turbo V8        | HY      | M    | 20  | Sheldon van der Linde | Todas       |
| Alpine Endurance Team     | Alpine A424               | Alpine 3.4 L Turbo V6           | HY      | M    | 35  | Paul-Loup Chatin      | 1-6, 8      |
| Alpine Endurance Team     | Alpine A424               | Alpine 3.4 L Turbo V6           | HY      | M    | 35  | Ferdinand Habsburg    | 1, 4-8      |
| Alpine Endurance Team     | Alpine A424               | Alpine 3.4 L Turbo V6           | HY      | M    | 35  | Jules Goundon         | 2-3, 7-8    |
| Alpine Endurance Team     | Alpine A424               | Alpine 3.4 L Turbo V6           | HY      | M    | 35  | Charles Milesi        | 1-7         |
| Alpine Endurance Team     | Alpine A424               | Alpine 3.4 L Turbo V6           | HY      | M    | 36  | Charles Milesi        | 8           |
| Alpine Endurance Team     | Alpine A424               | Alpine 3.4 L Turbo V6           | HY      | M    | 36  | Mick Schumacher       | Todas       |
| Alpine Endurance Team     | Alpine A424               | Alpine 3.4 L Turbo V6           | HY      | M    | 36  | Matthieu Vaxivière    | Todas       |
| Alpine Endurance Team     | Alpine A424               | Alpine 3.4 L Turbo V6           | HY      | M    | 36  | Nicolas Lapierre      | 1-7         |
| Ferrari AF Corse          | Ferrari 499P              | Ferrari F163 3.0 L Turbo V6     | HY      | M    | 50  | Antonio Fuoco         | Todas       |
| Ferrari AF Corse          | Ferrari 499P              | Ferrari F163 3.0 L Turbo V6     | HY      | M    | 50  | Miguel Molina         | Todas       |
| Ferrari AF Corse          | Ferrari 499P              | Ferrari F163 3.0 L Turbo V6     | HY      | M    | 50  | Nicklas Nielsen       | Todas       |
| Ferrari AF Corse          | Ferrari 499P              | Ferrari F163 3.0 L Turbo V6     | HY      | M    | 51  | James Calado          | Todas       |
| Ferrari AF Corse          | Ferrari 499P              | Ferrari F163 3.0 L Turbo V6     | HY      | M    | 51  | Antonio Giovinazzi    | Todas       |
| Ferrari AF Corse          | Ferrari 499P              | Ferrari F163 3.0 L Turbo V6     | HY      | M    | 51  | Alessandro Pier Guidi | Todas       |
| AF Corse                  | Ferrari 499P              | Ferrari F163 3.0 L Turbo V6     | HY      | M    | 83  | Robert Kubica         | Todas       |
| AF Corse                  | Ferrari 499P              | Ferrari F163 3.0 L Turbo V6     | HY      | M    | 83  | Robert Shwartzman     | Todas       |
| AF Corse                  | Ferrari 499P              | Ferrari F163 3.0 L Turbo V6     | HY      | M    | 83  | Ye Yifei              | Todas       |
| Lamborghini Iron Lynx     | Lamborghini SC63          | Lamborghini 3.8 L Turbo V8      | HY      | M    | 63  | Mirko Bortolotti      | Todas       |
| Lamborghini Iron Lynx     | Lamborghini SC63          | Lamborghini 3.8 L Turbo V8      | HY      | M    | 63  | Daniil Kvyat          | Todas       |
| Lamborghini Iron Lynx     | Lamborghini SC63          | Lamborghini 3.8 L Turbo V8      | HY      | M    | 63  | Edoardo Mortara       | 1-2, 4-8    |
| Lamborghini Iron Lynx     | Lamborghini SC63          | Lamborghini 3.8 L Turbo V8      | HY      | M    | 63  | Andrea Caldarelli     | 3           |
| Peugeot TotalEnergies     | Peugeot 9X8               | Peugeot X6H 2.6 L Turbo V6      | HY      | M    | 93  | Mikkel Jensen         | Todas       |
| Peugeot TotalEnergies     | Peugeot 9X8               | Peugeot X6H 2.6 L Turbo V6      | HY      | M    | 93  | Nico Müller           | Todas       |
| Peugeot TotalEnergies     | Peugeot 9X8               | Peugeot X6H 2.6 L Turbo V6      | HY      | M    | 93  | Jean-Éric Vergne      | 1-2, 4-8    |
| Peugeot TotalEnergies     | Peugeot 9X8               | Peugeot X6H 2.6 L Turbo V6      | HY      | M    | 94  | Paul di Resta         | Todas       |
| Peugeot TotalEnergies     | Peugeot 9X8               | Peugeot X6H 2.6 L Turbo V6      | HY      | M    | 94  | Loïc Duval            | Todas       |
| Peugeot TotalEnergies     | Peugeot 9X8               | Peugeot X6H 2.6 L Turbo V6      | HY      | M    | 94  | Stoffel Vandoorne     | 1-2, 4-8    |
| Proton Competition        | Porsche 963               | Porsche 9RD 4.6 L Turbo V8      | HY      | M    | 99  | Julien Andlauer       | Todas       |
| Proton Competition        | Porsche 963               | Porsche 9RD 4.6 L Turbo V8      | HY      | M    | 99  | Neel Jani             | Todas       |
| Proton Competition        | Porsche 963               | Porsche 9RD 4.6 L Turbo V8      | HY      | M    | 99  | Harry Tincknell       | 1-2, 4, 6-8 |
| Fuente:                   |                           |                                 |         |      |     |                       |             |

### LMGT3
| Escudería            | Automóvil                        | Motor                            | Neu. | N.º | Pilotos               | Rondas   |
| -------------------- | -------------------------------- | -------------------------------- | ---- | --- | --------------------- | -------- |
| Heart of Racing Team | Aston Martin Vantage AMR GT3 Evo | Aston Martin M177 4.0 L Turbo V8 | G    | 27  | Ian James             | Todas    |
| Heart of Racing Team | Aston Martin Vantage AMR GT3 Evo | Aston Martin M177 4.0 L Turbo V8 | G    | 27  | Daniel Mancinelli     | Todas    |
| Heart of Racing Team | Aston Martin Vantage AMR GT3 Evo | Aston Martin M177 4.0 L Turbo V8 | G    | 27  | Alex Riberas          | Todas    |
| Team WRT             | BMW M4 GT3                       | BMW P58 3.0 L Turbo I6           | G    | 31  | Augusto Farfus        | Todas    |
| Team WRT             | BMW M4 GT3                       | BMW P58 3.0 L Turbo I6           | G    | 31  | Sean Gelael           | Todas    |
| Team WRT             | BMW M4 GT3                       | BMW P58 3.0 L Turbo I6           | G    | 31  | Darren Leung          | Todas    |
| Team WRT             | BMW M4 GT3                       | BMW P58 3.0 L Turbo I6           | G    | 46  | Ahmad Al Harthy       | Todas    |
| Team WRT             | BMW M4 GT3                       | BMW P58 3.0 L Turbo I6           | G    | 46  | Maxime Martin         | Todas    |
| Team WRT             | BMW M4 GT3                       | BMW P58 3.0 L Turbo I6           | G    | 46  | Valentino Rossi       | Todas    |
| Vista AF Corse       | Ferrari 296 GT3                  | Ferrari F163CE 3.0 L Turbo V6    | G    | 54  | Francesco Castellacci | Todas    |
| Vista AF Corse       | Ferrari 296 GT3                  | Ferrari F163CE 3.0 L Turbo V6    | G    | 54  | Thomas Flohr          | Todas    |
| Vista AF Corse       | Ferrari 296 GT3                  | Ferrari F163CE 3.0 L Turbo V6    | G    | 54  | Davide Rigon          | Todas    |
| Vista AF Corse       | Ferrari 296 GT3                  | Ferrari F163CE 3.0 L Turbo V6    | G    | 55  | François Heriau       | Todas    |
| Vista AF Corse       | Ferrari 296 GT3                  | Ferrari F163CE 3.0 L Turbo V6    | G    | 55  | Simon Mann            | Todas    |
| Vista AF Corse       | Ferrari 296 GT3                  | Ferrari F163CE 3.0 L Turbo V6    | G    | 55  | Alessio Rovera        | Todas    |
| United Autosports    | McLaren 720S GT3 Evo             | McLaren M840T 4.0 L Turbo V8     | G    | 59  | Nicolas Costa         | Todas    |
| United Autosports    | McLaren 720S GT3 Evo             | McLaren M840T 4.0 L Turbo V8     | G    | 59  | James Cottingham      | Todas    |
| United Autosports    | McLaren 720S GT3 Evo             | McLaren M840T 4.0 L Turbo V8     | G    | 59  | Grégoire Saucy        | Todas    |
| United Autosports    | McLaren 720S GT3 Evo             | McLaren M840T 4.0 L Turbo V8     | G    | 95  | Nico Pino             | Todas    |
| United Autosports    | McLaren 720S GT3 Evo             | McLaren M840T 4.0 L Turbo V8     | G    | 95  | Marino Sato           | Todas    |
| United Autosports    | McLaren 720S GT3 Evo             | McLaren M840T 4.0 L Turbo V8     | G    | 95  | Josh Caygill          | 1-3, 5-8 |
| United Autosports    | McLaren 720S GT3 Evo             | McLaren M840T 4.0 L Turbo V8     | G    | 95  | Hiroshi Hamaguchi     | 4        |
| Iron Lynx            | Lamborghini Huracán GT3 Evo 2    | Lamborghini DGF 5.2 L V10        | G    | 60  | Matteo Cressoni       | Todas    |
| Iron Lynx            | Lamborghini Huracán GT3 Evo 2    | Lamborghini DGF 5.2 L V10        | G    | 60  | Claudio Schiavoni     | Todas    |
| Iron Lynx            | Lamborghini Huracán GT3 Evo 2    | Lamborghini DGF 5.2 L V10        | G    | 60  | Franck Perera         | 1-7      |
| Iron Lynx            | Lamborghini Huracán GT3 Evo 2    | Lamborghini DGF 5.2 L V10        | G    | 60  | Matteo Cairoli        | 8        |
| Iron Dames           | Lamborghini Huracán GT3 Evo 2    | Lamborghini DGF 5.2 L V10        | G    | 85  | Sarah Bovy            | Todas    |
| Iron Dames           | Lamborghini Huracán GT3 Evo 2    | Lamborghini DGF 5.2 L V10        | G    | 85  | Michelle Gatting      | Todas    |
| Iron Dames           | Lamborghini Huracán GT3 Evo 2    | Lamborghini DGF 5.2 L V10        | G    | 85  | Doriane Pin           | 1-2      |
| Iron Dames           | Lamborghini Huracán GT3 Evo 2    | Lamborghini DGF 5.2 L V10        | G    | 85  | Rahel Frey            | 3-8      |
| Proton Competition   | Ford Mustang GT3                 | Ford Coyote 5.4 L V8             | G    | 77  | Ben Barker            | Todas    |
| Proton Competition   | Ford Mustang GT3                 | Ford Coyote 5.4 L V8             | G    | 77  | Ryan Hardwick         | Todas    |
| Proton Competition   | Ford Mustang GT3                 | Ford Coyote 5.4 L V8             | G    | 77  | Zacharie Robichon     | Todas    |
| Proton Competition   | Ford Mustang GT3                 | Ford Coyote 5.4 L V8             | G    | 88  | Dennis Olsen          | Todas    |
| Proton Competition   | Ford Mustang GT3                 | Ford Coyote 5.4 L V8             | G    | 88  | Mikkel O. Pedersen    | 1-7      |
| Proton Competition   | Ford Mustang GT3                 | Ford Coyote 5.4 L V8             | G    | 88  | Giammarco Levorato    | 8        |
| Proton Competition   | Ford Mustang GT3                 | Ford Coyote 5.4 L V8             | G    | 88  | Giorgio Roda          | 1-4, 8   |
| Proton Competition   | Ford Mustang GT3                 | Ford Coyote 5.4 L V8             | G    | 88  | Christian Ried        | 5, 7     |
| Proton Competition   | Ford Mustang GT3                 | Ford Coyote 5.4 L V8             | G    | 88  | Ben Keating           | 6        |
| Akkodis ASP Team     | Lexus RC F GT3                   | Lexus 2UR-GSE 5.0 L V8           | G    | 78  | Arnold Robin          | Todas    |
| Akkodis ASP Team     | Lexus RC F GT3                   | Lexus 2UR-GSE 5.0 L V8           | G    | 78  | Kelvin van der Linde  | 1-2, 4-8 |
| Akkodis ASP Team     | Lexus RC F GT3                   | Lexus 2UR-GSE 5.0 L V8           | G    | 78  | Ritomo Miyata         | 3        |
| Akkodis ASP Team     | Lexus RC F GT3                   | Lexus 2UR-GSE 5.0 L V8           | G    | 78  | Timur Boguslavskiy    | 1-2, 4   |
| Akkodis ASP Team     | Lexus RC F GT3                   | Lexus 2UR-GSE 5.0 L V8           | G    | 78  | Clemens Schmid        | 3, 5-7   |
| Akkodis ASP Team     | Lexus RC F GT3                   | Lexus 2UR-GSE 5.0 L V8           | G    | 78  | Conrad Laursen        | 8        |
| Akkodis ASP Team     | Lexus RC F GT3                   | Lexus 2UR-GSE 5.0 L V8           | G    | 87  | Takeshi Kimura        | Todas    |
| Akkodis ASP Team     | Lexus RC F GT3                   | Lexus 2UR-GSE 5.0 L V8           | G    | 87  | Esteban Masson        | Todas    |
| Akkodis ASP Team     | Lexus RC F GT3                   | Lexus 2UR-GSE 5.0 L V8           | G    | 87  | José María López      | 1-3, 5-8 |
| Akkodis ASP Team     | Lexus RC F GT3                   | Lexus 2UR-GSE 5.0 L V8           | G    | 87  | Jack Hawksworth       | 4        |
| TF Sport             | Chevrolet Corvette Z06 GT3.R     | Chevrolet LT6.R 5.5 L V8         | G    | 81  | Rui Andrade           | Todas    |
| TF Sport             | Chevrolet Corvette Z06 GT3.R     | Chevrolet LT6.R 5.5 L V8         | G    | 81  | Charlie Eastwood      | Todas    |
| TF Sport             | Chevrolet Corvette Z06 GT3.R     | Chevrolet LT6.R 5.5 L V8         | G    | 81  | Tom van Rompuy        | Todas    |
| TF Sport             | Chevrolet Corvette Z06 GT3.R     | Chevrolet LT6.R 5.5 L V8         | G    | 82  | Sébastien Baud        | Todas    |
| TF Sport             | Chevrolet Corvette Z06 GT3.R     | Chevrolet LT6.R 5.5 L V8         | G    | 82  | Daniel Juncadella     | Todas    |
| TF Sport             | Chevrolet Corvette Z06 GT3.R     | Chevrolet LT6.R 5.5 L V8         | G    | 82  | Hiroshi Koizumi       | Todas    |
| Manthey EMA          | Porsche 911 GT3 R (992)          | Porsche M97/80 4.2 L Flat-6      | G    | 91  | Richard Lietz         | Todas    |
| Manthey EMA          | Porsche 911 GT3 R (992)          | Porsche M97/80 4.2 L Flat-6      | G    | 91  | Morris Schuring       | Todas    |
| Manthey EMA          | Porsche 911 GT3 R (992)          | Porsche M97/80 4.2 L Flat-6      | G    | 91  | Yasser Shahin         | Todas    |
| Manthey Pure Rxcing  | Porsche 911 GT3 R (992)          | Porsche M97/80 4.2 L Flat-6      | G    | 92  | Klaus Bachler         | Todas    |
| Manthey Pure Rxcing  | Porsche 911 GT3 R (992)          | Porsche M97/80 4.2 L Flat-6      | G    | 92  | Alex Malykhin         | Todas    |
| Manthey Pure Rxcing  | Porsche 911 GT3 R (992)          | Porsche M97/80 4.2 L Flat-6      | G    | 92  | Joel Sturm            | Todas    |
| D'station Racing     | Aston Martin Vantage AMR GT3 Evo | Aston Martin M177 4.0 L Turbo V8 | G    | 777 | Erwan Bastard         | Todas    |
| D'station Racing     | Aston Martin Vantage AMR GT3 Evo | Aston Martin M177 4.0 L Turbo V8 | G    | 777 | Marco Sørensen        | Todas    |
| D'station Racing     | Aston Martin Vantage AMR GT3 Evo | Aston Martin M177 4.0 L Turbo V8 | G    | 777 | Clément Mateu         | 1-3, 5-8 |
| D'station Racing     | Aston Martin Vantage AMR GT3 Evo | Aston Martin M177 4.0 L Turbo V8 | G    | 777 | Satoshi Hoshino       | 4        |
| Fuente:              |                                  |                                  |      |     |                       |          |

## Resultados por carrera
| Ronda | Circuito          | Ganadores                                    | Ganadores                                       | Resultados |
| Ronda | Circuito          | Hypercar                                     | LMGT3                                           | Resultados |
| ----- | ----------------- | -------------------------------------------- | ----------------------------------------------- | ---------- |
| 1     | Lusail            | N.º 6 Porsche Penske Motorsport              | N.º 92 Manthey PureRxcing                       | Resultados |
| 1     | Lusail            | Kévin Estre André Lotterer Laurens Vanthoor  | Klaus Bachler Alex Malykhin Joel Sturm          | Resultados |
| 2     | Imola             | N.º 7 Toyota Gazoo Racing                    | N.º 31 Team WRT                                 | Resultados |
| 2     | Imola             | Mike Conway Kamui Kobayashi Nyck de Vries    | Augusto Farfus Sean Gelael Darren Leung         | Resultados |
| 3     | Spa-Francorchamps | N.º 12 Hertz Team Jota                       | N.º 91 Manthey EMA                              | Resultados |
| 3     | Spa-Francorchamps | Callum Ilott Will Stevens                    | Richard Lietz Morris Schuring Yasser Shahin     | Resultados |
| 4     | Le Mans           | N.º 50 Ferrari AF Corse                      | N.º 91 Manthey EMA                              | Resultados |
| 4     | Le Mans           | Antonio Fuoco Miguel Molina Nicklas Nielsen  | Richard Lietz Morris Schuring Yasser Shahin     | Resultados |
| 5     | São Paulo         | N.º 8 Toyota Gazoo Racing                    | N.º 92 Manthey PureRxcing                       | Resultados |
| 5     | São Paulo         | Sébastien Buemi Brendon Hartley Ryō Hirakawa | Klaus Bachler Alex Malykhin Joel Sturm          | Resultados |
| 6     | Austin            | N.º 83 AF Corse                              | N.º 27 Heart of Racing Team                     | Resultados |
| 6     | Austin            | Robert Kubica Robert Shwartzman Ye Yifei     | Ian James Daniel Mancinelli Alex Riberas        | Resultados |
| 7     | Fuji              | N.º 6 Porsche Penske Motorsport              | N.º 54 Vista AF Corse                           | Resultados |
| 7     | Fuji              | Kévin Estre André Lotterer Laurens Vanthoor  | Francesco Castellacci Thomas Flohr Davide Rigon | Resultados |
| 8     | Baréin            | N.º 8 Toyota Gazoo Racing                    | N.º 55 Vista AF Corse                           | Resultados |
| 8     | Baréin            | Sébastien Buemi Brendon Hartley Ryō Hirakawa | François Heriau Simon Mann Alessio Rovera       | Resultados |

## Clasificaciones

### Puntuaciones
| Duración   | 1.º | 2.º | 3.º | 4.º | 5.º | 6.º | 7.º | 8.º | 9.º | 10.º | Pole |
| 6 Horas    | 25  | 18  | 15  | 12  | 10  | 8   | 6   | 4   | 2   | 1    | 1    |
| 8-10 Horas | 38  | 27  | 23  | 18  | 15  | 12  | 9   | 6   | 3   | 2    | 1    |
| 24 Horas   | 50  | 36  | 30  | 24  | 20  | 16  | 12  | 8   | 4   | 2    | 1    |

### Campeonato de Pilotos

#### Hypercar
| Pos. | Piloto                | Equipo                    | QAT | IMO | SPA | LMS | SÃO | COA | FUJ | BHR | Puntos |
| ---- | --------------------- | ------------------------- | --- | --- | --- | --- | --- | --- | --- | --- | ------ |
| 1    | Kévin Estre           | Porsche Penske Motorsport | 1   | 2   | 2   | 4   | 2   | 6   | 1   | 10  | 152    |
| 1    | André Lotterer        | Porsche Penske Motorsport | 1   | 2   | 2   | 4   | 2   | 6   | 1   | 10  | 152    |
| 1    | Laurens Vanthoor      | Porsche Penske Motorsport | 1   | 2   | 2   | 4   | 2   | 6   | 1   | 10  | 152    |
| 2    | Antonio Fuoco         | Ferrari AF Corse          | 6   | 4   | 3   | 1   | 6   | 3   | 9   | 11  | 115    |
| 2    | Miguel Molina         | Ferrari AF Corse          | 6   | 4   | 3   | 1   | 6   | 3   | 9   | 11  | 115    |
| 2    | Nicklas Nielsen       | Ferrari AF Corse          | 6   | 4   | 3   | 1   | 6   | 3   | 9   | 11  | 115    |
| 3    | Kamui Kobayashi       | Toyota Gazoo Racing       | 5   | 1   | 7   | 2   | 4   | 2   | Ret | Ret | 113    |
| 3    | Nyck de Vries         | Toyota Gazoo Racing       | 5   | 1   | 7   | 2   | 4   | 2   | Ret | Ret | 113    |
| 4    | Sébastien Buemi       | Toyota Gazoo Racing       | 8   | 5   | 6   | 5   | 1   | 15  | 10  | 1   | 109    |
| 4    | Brendon Hartley       | Toyota Gazoo Racing       | 8   | 5   | 6   | 5   | 1   | 15  | 10  | 1   | 109    |
| 4    | Ryō Hirakawa          | Toyota Gazoo Racing       | 8   | 5   | 6   | 5   | 1   | 15  | 10  | 1   | 109    |
| 5    | Matt Campbell         | Porsche Penske Motorsport | 3   | 3   | Ret | 6   | 3   | 7   | Ret | 2   | 104    |
| 5    | Michael Christensen   | Porsche Penske Motorsport | 3   | 3   | Ret | 6   | 3   | 7   | Ret | 2   | 104    |
| 5    | Frédéric Makowiecki   | Porsche Penske Motorsport | 3   | 3   | Ret | 6   | 3   | 7   | Ret | 2   | 104    |
| 6    | Mike Conway           | Toyota Gazoo Racing       | 5   | 1   | 7   |     | 4   | 2   | Ret | Ret | 77     |
| 7    | Callum Ilott          | Hertz Team Jota           | 2   | 14  | 1   | 8   | 18  | Ret | 5   | 13  | 70     |
| 7    | Will Stevens          | Hertz Team Jota           | 2   | 14  | 1   | 8   | 18  | Ret | 5   | 13  | 70     |
| 8    | James Calado          | Ferrari AF Corse          | 12  | 7   | 4   | 3   | 5   | Ret | Ret | 14  | 59     |
| 8    | Antonio Giovinazzi    | Ferrari AF Corse          | 12  | 7   | 4   | 3   | 5   | Ret | Ret | 14  | 59     |
| 8    | Alessandro Pier Guidi | Ferrari AF Corse          | 12  | 7   | 4   | 3   | 5   | Ret | Ret | 14  | 59     |
| 9    | Robert Kubica         | AF Corse                  | 4   | 8   | 8   | Ret | 11  | 1   | 12  | 8   | 57     |
| 9    | Robert Shwartzman     | AF Corse                  | 4   | 8   | 8   | Ret | 11  | 1   | 12  | 8   | 57     |
| 9    | Ye Yifei              | AF Corse                  | 4   | 8   | 8   | Ret | 11  | 1   | 12  | 8   | 57     |
| 10   | Norman Nato           | Hertz Team Jota           | 2   | 14  |     | 8   | 18  | Ret | 5   | 13  | 45     |
| 11   | Ferdinand Habsburg    | Alpine Endurance Team     | 7   |     |     | Ret | 12  | 5   | 7   | 4   | 43     |
| 12   | Mikkel Jensen         | Peugeot TotalEnergies     | DSQ | 9   | 10  | 12  | 8   | 12  | 4   | 3   | 42     |
| 12   | Nico Müller           | Peugeot TotalEnergies     | DSQ | 9   | 10  | 12  | 8   | 12  | 4   | 3   | 42     |
| 13   | Jean-Éric Vergne      | Peugeot TotalEnergies     | DSQ | 9   |     | 12  | 8   | 12  | 4   | 3   | 41     |
| 14   | Raffaele Marciello    | BMW M Team WRT            | 14  | DSQ | 11  | Ret | 9   | 8   | 2   | 5   | 39     |
| 14   | Dries Vanthoor        | BMW M Team WRT            | 14  | DSQ | 11  | Ret | 9   | 8   | 2   | 5   | 39     |
| 14   | Marco Wittmann        | BMW M Team WRT            | 14  | DSQ | 11  | Ret | 9   | 8   | 2   | 5   | 39     |
| 15   | Earl Bamber           | Cadillac Racing           | DSQ | 10  | Ret | 7   | 13  | 4   | Ret | 6   | 38     |
| 16   | José María López      | Toyota Gazoo Racing       |     |     |     | 2   |     |     |     |     | 36     |
| 17   | Charles Milesi        | Alpine Endurance Team     | 7   | 13  | 9   | Ret | 12  | 5   | 7   | 9   | 30     |
| 18   | Paul-Loup Chatin      | Alpine Endurance Team     | 7   | 13  | 9   | Ret | 12  | 5   |     | 4   | 29     |
| 19   | Jenson Button         | Hertz Team Jota           | Ret | 11  | Ret | 9   | 7   | 10  | 6   | 7   | 28     |
| 19   | Philip Hanson         | Hertz Team Jota           | Ret | 11  | Ret | 9   | 7   | 10  | 6   | 7   | 28     |
| 19   | Oliver Rasmussen      | Hertz Team Jota           | Ret | 11  | Ret | 9   | 7   | 10  | 6   | 7   | 28     |
| 20   | Alex Lynn             | Cadillac Racing           | DSQ | 10  | Ret | 7   | 13  | 4   | Ret | 6   | 26     |
| 21   | Jules Gounon          | Alpine Endurance Team     |     | 13  | 9   |     |     |     | 7   | 4   | 24     |
| 22   | Mick Schumacher       | Alpine Endurance Team     | 11  | 16  | 12  | Ret | 10  | 9   | 3   | 9   | 21     |
| 22   | Matthieu Vaxivière    | Alpine Endurance Team     | 11  | 16  | 12  | Ret | 10  | 9   | 3   | 9   | 21     |
| 23   | Nicolas Lapierre      | Alpine Endurance Team     | 11  | 16  | 12  | Ret | 10  | 9   | 3   |     | 18     |
| 24   | Julien Andlauer       | Proton Competition        | 9   | Ret | 5   | 14  | 15  | 11  | 11  | 12  | 13     |
| 24   | Neel Jani             | Proton Competition        | 9   | Ret | 5   | 14  | 15  | 11  | 11  | 12  | 13     |
| 25   | Sébastien Bourdais    | Cadillac Racing           | DSQ |     |     |     |     |     |     | 6   | 12     |
| 26   | Álex Palou            | Cadillac Racing           |     |     |     | 7   |     |     |     |     | 12     |
| 27   | Robin Frijns          | BMW M Team WRT            | 10  | 6   | 13  | NC  | 14  | 13  | Ret | Ret | 10     |
| 27   | René Rast             | BMW M Team WRT            | 10  | 6   | 13  | NC  | 14  | 13  | Ret | Ret | 10     |
| 27   | Sheldon van der Linde | BMW M Team WRT            | 10  | 6   | 13  | NC  | 14  | 13  | Ret | Ret | 10     |
| 28   | Paul di Resta         | Peugeot TotalEnergies     | 15  | 15  | 14  | 11  | 16  | Ret | 8   | Ret | 4      |
| 28   | Loïc Duval            | Peugeot TotalEnergies     | 15  | 15  | 14  | 11  | 16  | Ret | 8   | Ret | 4      |
| 29   | Stoffel Vandoorne     | Peugeot TotalEnergies     | 15  | 15  |     | 11  | 16  | Ret | 8   | Ret | 4      |
| 30   | Harry Tincknell       | Proton Competition        | 9   | Ret |     | 14  |     | 11  | 11  | 12  | 3      |
| 31   | Mirko Bortolotti      | Lamborghini Iron Lynx     | 13  | 12  | Ret | 10  | 17  | 14  | Ret | Ret | 2      |
| 31   | Daniil Kvyat          | Lamborghini Iron Lynx     | 13  | 12  | Ret | 10  | 17  | 14  | Ret | Ret | 2      |
| 32   | Edoardo Mortara       | Lamborghini Iron Lynx     | 13  | 12  |     | 10  | 17  | 14  | Ret | Ret | 2      |
| 33   | Carl Bennett          | Isotta Fraschini          | Ret | 17  | 15  | 13  | Ret |     |     |     | 0      |
| 33   | Antonio Serravalle    | Isotta Fraschini          | Ret | 17  | 15  | 13  | Ret |     |     |     | 0      |
| 33   | Jean-Karl Vernay      | Isotta Fraschini          | Ret | 17  | 15  | 13  | Ret |     |     |     | 0      |
| NC   | Andrea Caldarelli     | Lamborghini Iron Lynx     |     |     | Ret |     |     |     |     |     | 0      |
| Pos. | Piloto                | Equipo                    | QAT | IMO | SPA | LMS | SÃO | COA | FUJ | BHR | Puntos |

| Color     | Resultado                                                               |
| --------- | ----------------------------------------------------------------------- |
| Oro       | Ganador                                                                 |
| Plata     | 2.ª plaza                                                               |
| Bronce    | 3.ª plaza                                                               |
| Verde     | Finalizó en los puntos                                                  |
| Azul      | Finalizó sin puntos                                                     |
| Azul      | NC - No clasificado                                                     |
| Violeta   | Ret - No terminó (Carrera)                                              |
| Rojo      | DNQ - No se clasificó                                                   |
| Negro     | DSQ - Descalificado                                                     |
| Blanco    | DNS - No empezó (carrera)                                               |
| Blanco    | WD - Retirado (fin de semana)                                           |
| Blanco    | C - Carrera cancelada                                                   |
| Sin color | DNP - Inscrito pero no participó                                        |
| Sin color | INJ - Lesionado                                                         |
| Sin color | EX - Excluido                                                           |
| Estado    | Resultado                                                               |
| Negrita   | Pole position                                                           |
| Cursiva   | Vuelta rápida                                                           |
| †         | Abandona, pero clasifica al completar el porcentaje requerido para ello |

#### LMGT3
| Pos. | Piloto                | Equipo               | QAT | IMO | SPA | LMS | SÃO | COA | FUJ | BHR | Puntos |
| ---- | --------------------- | -------------------- | --- | --- | --- | --- | --- | --- | --- | --- | ------ |
| 1    | Klaus Bachler         | Manthey PureRxcing   | 1   | 3   | 2   | 10  | 1   | 2   | 2   | 9   | 139    |
| 1    | Alex Malykhin         | Manthey PureRxcing   | 1   | 3   | 2   | 10  | 1   | 2   | 2   | 9   | 139    |
| 1    | Joel Sturm            | Manthey PureRxcing   | 1   | 3   | 2   | 10  | 1   | 2   | 2   | 9   | 139    |
| 2    | Richard Lietz         | Manthey EMA          | 15  | 16  | 1   | 1   | 12  | 3   | 14  | 5   | 105    |
| 2    | Morris Schuring       | Manthey EMA          | 15  | 16  | 1   | 1   | 12  | 3   | 14  | 5   | 105    |
| 2    | Yasser Shahin         | Manthey EMA          | 15  | 16  | 1   | 1   | 12  | 3   | 14  | 5   | 105    |
| 3    | François Heriau       | Vista AF Corse       | 7   | 4   | 13  | 5   | 6   | 10  | 6   | 1   | 97     |
| 3    | Simon Mann            | Vista AF Corse       | 7   | 4   | 13  | 5   | 6   | 10  | 6   | 1   | 97     |
| 3    | Alessio Rovera        | Vista AF Corse       | 7   | 4   | 13  | 5   | 6   | 10  | 6   | 1   | 97     |
| 4    | Augusto Farfus        | Team WRT             | 6   | 1   | Ret | 2   | 10  | 5   | 10  | 13  | 85     |
| 4    | Sean Gelael           | Team WRT             | 6   | 1   | Ret | 2   | 10  | 5   | 10  | 13  | 85     |
| 4    | Darren Leung          | Team WRT             | 6   | 1   | Ret | 2   | 10  | 5   | 10  | 13  | 85     |
| 5    | Ian James             | Heart of Racing Team | 2   | 5   | 11  | Ret | 2   | 1   | 9   | 11  | 83     |
| 5    | Daniel Mancinelli     | Heart of Racing Team | 2   | 5   | 11  | Ret | 2   | 1   | 9   | 11  | 83     |
| 5    | Alex Riberas          | Heart of Racing Team | 2   | 5   | 11  | Ret | 2   | 1   | 9   | 11  | 83     |
| 6    | Ahmad Al Harthy       | Team WRT             | 4   | 2   | Ret | Ret | 5   | NC  | 3   | 14  | 61     |
| 6    | Maxime Martin         | Team WRT             | 4   | 2   | Ret | Ret | 5   | NC  | 3   | 14  | 61     |
| 6    | Valentino Rossi       | Team WRT             | 4   | 2   | Ret | Ret | 5   | NC  | 3   | 14  | 61     |
| 7    | Francesco Castellacci | Vista AF Corse       | 5   | 12  | 6   | Ret | 15  | Ret | 1   | 7   | 57     |
| 7    | Thomas Flohr          | Vista AF Corse       | 5   | 12  | 6   | Ret | 15  | Ret | 1   | 7   | 57     |
| 7    | Davide Rigon          | Vista AF Corse       | 5   | 12  | 6   | Ret | 15  | Ret | 1   | 7   | 57     |
| 8    | Sarah Bovy            | Iron Dames           | 8   | Ret | 5   | 4   | Ret | 13  | 5   | 10  | 54     |
| 8    | Michelle Gatting      | Iron Dames           | 8   | Ret | 5   | 4   | Ret | 13  | 5   | 10  | 54     |
| 9    | Nicolas Costa         | United Autosports    | 14  | 11  | 4   | Ret | 4   | 4   | 8   | 6   | 52     |
| 9    | James Cottingham      | United Autosports    | 14  | 11  | 4   | Ret | 4   | 4   | 8   | 6   | 52     |
| 9    | Grégoire Saucy        | United Autosports    | 14  | 11  | 4   | Ret | 4   | 4   | 8   | 6   | 52     |
| 10   | Rui Andrade           | TF Sport             | Ret | 7   | Ret | 12  | 8   | Ret | 4   | 2   | 50     |
| 10   | Charlie Eastwood      | TF Sport             | Ret | 7   | Ret | 12  | 8   | Ret | 4   | 2   | 50     |
| 10   | Tom van Rompuy        | TF Sport             | Ret | 7   | Ret | 12  | 8   | Ret | 4   | 2   | 50     |
| 11   | Erwan Bastard         | D'station Racing     | 3   | 10  | 7   | 7   | 9   | Ret | 7   | 12  | 50     |
| 11   | Marco Sørensen        | D'station Racing     | 3   | 10  | 7   | 7   | 9   | Ret | 7   | 12  | 50     |
| 12   | Rahel Frey            | Iron Dames           |     |     | 5   | 4   | Ret | 13  | 5   | 10  | 48     |
| 13   | Clément Mateu         | D'station Racing     | 3   | 10  | 7   |     | 9   | Ret | 7   | 12  | 38     |
| 14   | Sébastien Baud        | TF Sport             | 10  | 8   | 12  | 9   | Ret | 8   | Ret | 3   | 37     |
| 14   | Daniel Juncadella     | TF Sport             | 10  | 8   | 12  | 9   | Ret | 8   | Ret | 3   | 37     |
| 14   | Hiroshi Koizumi       | TF Sport             | 10  | 8   | 12  | 9   | Ret | 8   | Ret | 3   | 37     |
| 15   | Dennis Olsen          | Proton Competition   | 9   | Ret | 8   | 3   | 13  | NC  | 16  | Ret | 37     |
| 16   | Mikkel O. Pedersen    | Proton Competition   | 9   | Ret | 8   | 3   | 13  | NC  | 16  |     | 37     |
| 17   | Giorgio Roda          | Proton Competition   | 9   | Ret | 8   | 3   |     |     |     | Ret | 37     |
| 18   | Nico Pino             | United Autosports    | 13  | 6   | Ret | Ret | 3   | 7   | 17  | 8   | 36     |
| 18   | Marino Sato           | United Autosports    | 13  | 6   | Ret | Ret | 3   | 7   | 17  | 8   | 36     |
| 18   | Josh Caygill          | United Autosports    | 13  | 6   | Ret |     | 3   | 7   | 17  | 8   | 36     |
| 19   | Matteo Cressoni       | Iron Lynx            | 12  | 13  | 3   | 13  | 14  | 12  | 13  | 4   | 33     |
| 19   | Claudio Schiavoni     | Iron Lynx            | 12  | 13  | 3   | 13  | 14  | 12  | 13  | 4   | 33     |
| 20   | Arnold Robin          | Akkodis ASP Team     | Ret | 14  | 10  | 6   | WD  | 9   | 11  | Ret | 19     |
| 21   | Matteo Cairoli        | Iron Lynx            |     |     |     |     |     |     |     | 4   | 18     |
| 22   | Ben Barker            | Proton Competition   | 11  | 9   | 9   | 14  | 7   | 6   | 15  | Ret | 18     |
| 22   | Ryan Hardwick         | Proton Competition   | 11  | 9   | 9   | 14  | 7   | 6   | 15  | Ret | 18     |
| 22   | Zacharie Robichon     | Proton Competition   | 11  | 9   | 9   | 14  | 7   | 6   | 15  | Ret | 18     |
| 23   | Kelvin van der Linde  | Akkodis ASP Team     | Ret | 14  |     | 6   | WD  | 9   | 11  | Ret | 18     |
| 24   | Timur Boguslavskiy    | Akkodis ASP Team     | Ret | 14  |     | 6   |     |     |     |     | 16     |
| 25   | Franck Perera         | Iron Lynx            | 12  | 13  | 3   | 13  | 14  | 12  | 13  |     | 15     |
| 26   | Satoshi Hoshino       | D'station Racing     |     |     |     | 7   |     |     |     |     | 12     |
| 27   | Takeshi Kimura        | Akkodis ASP Team     | 16  | 15  | 14  | 8   | 11  | 11  | 12  | Ret | 8      |
| 27   | Esteban Masson        | Akkodis ASP Team     | 16  | 15  | 14  | 8   | 11  | 11  | 12  | Ret | 8      |
| 28   | Jack Hawksworth       | Akkodis ASP Team     |     |     |     | 8   |     |     |     |     | 8      |
| 29   | Doriane Pin           | Iron Dames           | 8   | Ret |     |     |     |     |     |     | 6      |
| 30   | Clemens Schmid        | Akkodis ASP Team     |     |     | 10  |     | WD  | 9   | 11  |     | 3      |
| 31   | Ritomo Miyata         | Akkodis ASP Team     |     |     | 10  |     |     |     |     |     | 1      |
| 32   | José María López      | Akkodis ASP Team     | 16  | 15  | 14  |     | 11  | 11  | 12  | Ret | 0      |
| 33   | Christian Ried        | Proton Competition   |     |     |     |     | 13  |     | 16  |     | 0      |
| NC   | Hiroshi Hamaguchi     | United Autosports    |     |     |     | Ret |     |     |     |     | 0      |
| NC   | Ben Keating           | Proton Competition   |     |     |     |     |     | NC  |     |     | 0      |
| NC   | Giammarco Levorato    | Proton Competition   |     |     |     |     |     |     |     | Ret | 0      |
| NC   | Conrad Laursen        | Akkodis ASP Team     |     |     |     |     |     |     |     | Ret | 0      |
| Pos. | Piloto                | Equipo               | QAT | IMO | SPA | LMS | SÃO | COA | FUJ | BHR | Puntos |

| Color     | Resultado                                                               |
| --------- | ----------------------------------------------------------------------- |
| Oro       | Ganador                                                                 |
| Plata     | 2.ª plaza                                                               |
| Bronce    | 3.ª plaza                                                               |
| Verde     | Finalizó en los puntos                                                  |
| Azul      | Finalizó sin puntos                                                     |
| Azul      | NC - No clasificado                                                     |
| Violeta   | Ret - No terminó (Carrera)                                              |
| Rojo      | DNQ - No se clasificó                                                   |
| Negro     | DSQ - Descalificado                                                     |
| Blanco    | DNS - No empezó (carrera)                                               |
| Blanco    | WD - Retirado (fin de semana)                                           |
| Blanco    | C - Carrera cancelada                                                   |
| Sin color | DNP - Inscrito pero no participó                                        |
| Sin color | INJ - Lesionado                                                         |
| Sin color | EX - Excluido                                                           |
| Estado    | Resultado                                                               |
| Negrita   | Pole position                                                           |
| Cursiva   | Vuelta rápida                                                           |
| †         | Abandona, pero clasifica al completar el porcentaje requerido para ello |

### Campeonato de Fabricantes

#### Hypercar
| Pos. | Fabricante       | QAT | IMO | SPA | LMS | SÃO | COA | FUJ | BHR | Puntos |
| ---- | ---------------- | --- | --- | --- | --- | --- | --- | --- | --- | ------ |
| 1    | Toyota           | 3   | 1   | 4   | 2   | 1   | 1   | 8   | 1   | 190    |
| 2    | Porsche          | 1   | 2   | 1   | 4   | 2   | 5   | 1   | 2   | 188    |
| 3    | Ferrari          | 4   | 4   | 2   | 1   | 5   | 2   | 7   | 9   | 137    |
| 4    | Alpine           | 5   | 11  | 6   | Ret | 9   | 4   | 3   | 4   | 70     |
| 5    | BMW              | 7   | 6   | 8   | NC  | 8   | 7   | 2   | 5   | 64     |
| 6    | Peugeot          | 12  | 8   | 7   | 9   | 7   | 9   | 4   | 3   | 57     |
| 7    | Cadillac         | DSQ | 9   | Ret | 7   | 11  | 3   | Ret | 6   | 42     |
| 8    | Lamborghini      | 10  | 10  | Ret | 8   | 14  | 11  | Ret | Ret | 11     |
| 9    | Isotta Fraschini | Ret | 14  | 12  | 11  | Ret |     |     |     | 0      |
| Pos. | Fabricante       | QAT | IMO | SPA | LMS | SÃO | COA | FUJ | BHR | Puntos |

### Campeonato de Equipos

#### Hypercar
| Pos. | N.º | Equipo             | QAT | IMO | SPA | LMS | SÃO | COA | FUJ | BHR | Puntos |
| ---- | --- | ------------------ | --- | --- | --- | --- | --- | --- | --- | --- | ------ |
| 1    | 12  | Hertz Team Jota    | 1   | 3   | 1   | 1   | 4   | NC  | 1   | 4   | 183    |
| 2    | 38  | Hertz Team Jota    | Ret | 2   | Ret | 2   | 1   | 2   | 2   | 1   | 153    |
| 3    | 83  | AF Corse           | 2   | 1   | 3   | Ret | 2   | 1   | 4   | 2   | 149    |
| 4    | 99  | Proton Competition | 3   | Ret | 2   | 3   | 3   | 3   | 3   | 3   | 139    |
| Pos. | N.º | Equipo             | QAT | IMO | SPA | LMS | SÃO | COA | FUJ | BHR | Puntos |

#### LMGT3
| Pos. | N.º | Equipo               | QAT | IMO | SPA | LMS | SÃO | COA | FUJ | BHR | Puntos |
| ---- | --- | -------------------- | --- | --- | --- | --- | --- | --- | --- | --- | ------ |
| 1    | 92  | Manthey PureRxcing   | 1   | 3   | 2   | 10  | 1   | 2   | 2   | 9   | 139    |
| 2    | 91  | Manthey EMA          | 15  | 16  | 1   | 1   | 12  | 3   | 14  | 5   | 105    |
| 3    | 55  | Vista AF Corse       | 7   | 4   | 13  | 5   | 6   | 10  | 6   | 1   | 97     |
| 4    | 31  | Team WRT             | 6   | 1   | Ret | 2   | 10  | 5   | 10  | 13  | 85     |
| 5    | 27  | Heart of Racing Team | 2   | 5   | 11  | Ret | 2   | 1   | 9   | 11  | 83     |
| 6    | 46  | Team WRT             | 4   | 2   | Ret | Ret | 5   | NC  | 3   | 14  | 61     |
| 7    | 54  | Vista AF Corse       | 5   | 12  | 6   | Ret | 15  | Ret | 1   | 7   | 57     |
| 8    | 85  | Iron Dames           | 8   | Ret | 5   | 4   | Ret | 13  | 5   | 10  | 54     |
| 9    | 59  | United Autosports    | 14  | 11  | 4   | Ret | 4   | 4   | 8   | 6   | 52     |
| 10   | 81  | TF Sport             | Ret | 7   | Ret | 11  | 8   | Ret | 4   | 2   | 50     |
| 11   | 777 | D'station Racing     | 3   | 10  | 7   | 7   | 9   | Ret | 7   | 12  | 50     |
| 12   | 82  | TF Sport             | 10  | 8   | 12  | 9   | Ret | 8   | Ret | 3   | 37     |
| 13   | 88  | Proton Competition   | 9   | Ret | 8   | 3   | 13  | NC  | 16  | Ret | 37     |
| 14   | 95  | United Autosports    | 13  | 6   | Ret | Ret | 3   | 7   | 17  | 8   | 36     |
| 15   | 60  | Iron Lynx            | 12  | 13  | 3   | 12  | 14  | 12  | 13  | 4   | 33     |
| 16   | 78  | Akkodis ASP Team     | Ret | 14  | 10  | 6   | WD  | 9   | 11  | Ret | 19     |
| 17   | 77  | Proton Competition   | 11  | 9   | 9   | 13  | 7   | 6   | 15  | Ret | 18     |
| 18   | 87  | Akkodis ASP Team     | 16  | 15  | 14  | 8   | 11  | 11  | 12  | Ret | 8      |
| Pos. | N.º | Equipo               | QAT | IMO | SPA | LMS | SÃO | COA | FUJ | BHR | Puntos |